# Боуз-Лайон, Тимоти, 16-й граф Стратмор и Кингхорн
Тимоти Патрик Боуз-Лайон, 16-й и 3-й граф Стратмор и Кингхорн (англ. Timothy Patrick Bowes-Lyon, 16th and 3rd Earl of Strathmore and Kinghorne; 18 марта 1918 — 13 сентября 1972) — британский дворянин и пэр. Он носил титул учтивости — лорд Глэмисс с 1941 по 1949 год.

## Биография
Родился 18 марта 1918 года в Тисдейле, графство Дарем, Англия. Второй сын Патрика Боуз-Лайона, 15-го графа Стратмора и Кингхорна (1884—1949), и леди Дороти Беатрикс Годольфин Осборн (1888—1946), дочери Джорджа Осборна, 10-го герцога Лидса. Племянник Элизабет Боуз-Лайон, жены короля Георга VI, двоюродный брат королевы Елизаветы II и принцессы Маргарет.
Он получил образование в школе Стоу, Бакингем, Бакингемшир. Получил чин второго лейтенанта в «Черной страже».
После смерти старшего брата Джона Патрика Боуз-Лайона, лорда Глэмисса (1910—1941), в 1941 году во время Второй мировой войны Тимоти Боуз-Лайон получил титул учтивости — лорд Глэмисс.
25 мая 1949 года после смерти своего отца Тимоти Боуз-Лайон унаследовал титулы 16-го графа Стратмора и Кингхорна (Пэрство Шотландии), 3-го графа Стратмора и Кингхорна (Пэрство Соединённого королевства), 4-го барона Боуза из замка Стретлам в графстве Дарем и из Лундейла в графстве Йоркшир (Пэрство Соединённого королевства), 23-го лорда Глэмисса (Пэрство Шотландии) и 16-го лорда Лайона и Глэмисса (Пэрство Шотландии), став членом Палаты лордов Великобритании.
18 июня 1958 года Тимоти Боуз-Лайон женился на ирландской медсестре и простолюдинке Мэри Бриджит Бреннан (1923 — 8 сентября 1967). У них была одна дочь, леди Каролина Фрэнсис Боуз-Лайон (8 декабря 1959 — 1 января 1960), которая умерла в возрасте менее одного месяца.
После его смерти 13 сентября 1972 года, поскольку у него не было сына, ему наследовал его двоюродный брат Майкл Боуз-Лайон.